# La arena sucia
La arena sucia (título original: The dark arena) es la primera novela escrita por Mario Puzo, publicada en 1955.
Con una combinación de géneros histórico y policial, luego de la Segunda Guerra Mundial, cuenta la historia de Walter Mosca, un teniente que quiere abarcarlo todo (dinero y poder) porque es pesimista y no ve ante sí un porvenir confiable.
Varios críticos la han considerado como la mejor en su género sobre la Alemania ocupada de los primeros años de la postguerra.

## Contenido

### Sinopsis
El libro sigue a Walter Mosca, un veterano estadounidense de la Segunda Guerra Mundial que regresa a Alemania por su novia, Hella. 
La novela explora la vida en la Alemania de la posguerra, un lugar donde la moneda estándar no es el marco alemán y ni siquiera el dólar estadounidense, sino los cigarrillos fabricados en Estados Unidos.

### Personajes
- Walter Mosca
- Sr. Gerald
- Mulrooney
- Hella
- Leo
- Gordon
- Frau Meyer
- Frau Saunders
- Yergen
- Elfreida
- Fritz